# 小西明日翔
小西 明日翔（こにし あすか）は日本の漫画家。
『月刊コミックZERO-SUM』（一迅社）2015年9月号に『二人は底辺』が掲載されデビュー。pixivでは鉄男という名義を使用。
『春の呪い』が「このマンガがすごい!2017」オンナ編2位を受賞した。『来世は他人がいい』は「マンガ新聞大賞2018」大賞受賞、「次にくるマンガ大賞2018」コミックス部門第1位、「このマンガがすごい!2019」オトコ編第8位に選ばれている。

## 人物
元々は漫画ではなく個人サイトで小説を書き、漫画家になるつもりはなかった。『Fate/Zero』のアニメにハマり、イラストを描くようになり、漫画を描くようになった。2015年より少し前、趣味で描いた漫画をWebで発表した際に反響が大きかったので、デビューするきっかけとなった。
小説を書いていた時にキャッチーなタイトルをつけることを意識し、それが漫画にも生かされているという。キャラクターを先に作ると話を作るのに時間がかかるという。
SNSで使用しているプロフィール画像（飛行機に体がついているような絵）はブルーインパルスである。好物はうどん。

## 作品リスト
- 二人は底辺（一迅社『月刊コミックZERO-SUM』2015年9月号[6]） - デビュー作。
- 春の呪い（一迅社『月刊コミックZERO-SUM』2016年1月号[7] - 2017年1月号[8]） - 初連載[9]。
- 来世は他人がいい（講談社『月刊アフタヌーン』2017年10月号[2] - 連載中）

### 書籍
- 『春の呪い』一迅社〈ZERO-SUMコミックス〉、2016年、全2巻 - 初の単行本[1]。
- 『来世は他人がいい』講談社〈アフタヌーンKC〉、2017年 - 、既刊8巻 ※2023年10月23日現在。